# Jonny Cocker
Jonny Cocker, Jonathan Cocker (ur. 24 sierpnia 1986 w Guisborough) – brytyjski kierowca wyścigowy.

## Kariera
Cocker rozpoczął karierę w międzynarodowych wyścigach samochodowych w 2002 roku od startów w T Cars, gdzie dziewięciokrotnie stawał na podium. Został sklasyfikowany na czwartej pozycji w klasyfikacji generalnej. W późniejszych latach Brytyjczyk pojawiał się także w stawce Porsche Supercup, Brytyjskiego Pucharu Porsche Carrera, FIA GT Championship, British GT Championship, Le Mans Endurance Series, Azjatyckiego Pucharu Porsche Carrera, FIA GT3 European Championship, American Le Mans Series, Asian Le Mans Series, 24-godzinnego wyścigu Le Mans, Le Mans Series, European Le Mans Series, FIA World Endurance Championship oraz British GT Championship.

## Wyniki w 24h Le Mans
| Rok  | Zespół         | Partnerzy                      | Samochód                    | Klasa   | Okr. | Poz. | Klasa Pos. |
| ---- | -------------- | ------------------------------ | --------------------------- | ------- | ---- | ---- | ---------- |
| 2009 | Drayson Racing | Paul Drayson Marino Franchitti | Aston Martin V8 Vantage GT2 | GT2     | 272  | NU   | NU         |
| 2010 | Drayson Racing | Paul Drayson Emanuele Pirro    | Lola B09/60-Judd            | LMP1    | 254  | NS   | NS         |
| 2012 | JMW Motorsport | James Walker Roger Wills       | Ferrari 458 Italia GTC      | GTE Pro | 204  | NU   | NU         |